# Lâm Thị Phương Thanh
Lâm Thị Phương Thanh (hay Lâm Phương Thanh, sinh năm 1967) là một nữ chính khách Việt Nam. Bà hiện là Ủy viên Ban Chấp hành Trung ương Đảng Cộng sản Việt Nam khóa XIII, Phó Chánh Văn phòng Thường trực Văn phòng Trung ương Đảng, nguyên Bí thư Tỉnh ủy Lạng Sơn.

## Thân thế
Bà Lâm Thị Phương Thanh sinh ngày 26 tháng 7 năm 1967 tại xã Gia Tân, huyện Gia Viễn, tỉnh Ninh Bình. Bà là con gái của Nhà thơ Lâm Xuân Vi (Thành viên Hội Văn học nghệ thuật tỉnh Ninh Bình, Hội viên Hội nhà văn Việt Nam, Hội nghệ sĩ sân khấu Việt Nam). Bà có anh trai là Lâm Xuân Phương, Giám đốc Sở Lao động, Thương binh và Xã hội tỉnh Ninh Bình. Em trai Lâm Tuấn, chi cục trưởng chi cục Thủy Lợi Ninh Bình
Chồng của bà là ông Nguyễn Sỹ Cương, Đại biểu Quốc hội khóa 14, Phó Chủ nhiệm Ủy ban Đối ngoại của Quốc hội.

## Sự nghiệp
Bà Lâm Phương Thanh, cử nhân lịch sử, cao học Luật.

### Hội Sinh viên Việt Nam, Trung ương Đoàn
Bà là cán bộ trưởng thành từ Đoàn Thanh niên, từng giữ các chức vụ Phó chủ tịch thường trực Trung ương Hội sinh viên Việt Nam, Trưởng ban thanh niên trường học, Chủ tịch Hội sinh viên Việt Nam, Phó bí thư Đảng ủy cơ quan TƯ Đoàn, Bí thư Ban Chấp hành Trung ương Đoàn khóa VIII, Bí thư Thường trực Trung ương Đoàn khóa IX. Bà là người phụ nữ thứ hai đảm nhận cương vị Bí thư Thường trực Trung ương Đoàn sau bà Trương Thị Mai.

### Phó Trưởng ban Tuyên giáo Trung ương
Ngày 18/11/2011 tại Trung ương Đoàn TNCS Hồ Chí Minh đã diễn ra Lễ trao Quyết định điều động và bổ nhiệm cán bộ đối với đồng chí Lâm Phương Thanh, Bí thư Thường trực Trung ương Đoàn giữ chức vụ Phó Trưởng ban Tuyên giáo Trung ương Đảng.
Ngày 26 tháng 1 năm 2016, Tại Đại hội đại biểu toàn quốc lần thứ XII của Đảng, bà được bầu làm Ủy viên Ban Chấp hành Trung ương Đảng Cộng sản Việt Nam khóa XII.
Đến năm 2017, bà được Bộ Chính trị bổ nhiệm lại làm Phó trưởng ban Tuyên giáo Trung ương tại Quyết định số 457-QĐNS/TW, ngày 3/3/2017.

### Bí thư Tỉnh ủy Lạng Sơn
Sáng 24/12/2017, tại TP Lạng Sơn diễn ra Hội nghị triển khai các Quyết định của Bộ chính trị về công tác cán bộ. Bà được điều động làm Bí thư Tỉnh ủy Lạng Sơn thay ông Trần Sỹ Thanh.
Ngày 27 tháng 9 năm 2020, Đại hội đại biểu Đảng bộ tỉnh Lạng Sơn lần thứ XVII (nhiệm kỳ 2020-2025) đã hoàn thành chương trình đại hội, bà Lâm Thị Phương Thanh tiếp tục giữ chức Bí thư Tỉnh ủy.
Ngày 30 tháng 1 năm 2021, tại Đại hội Đại biểu toàn quốc Đảng Cộng sản Việt Nam khóa XIII, bà được bầu làm Ủy viên Ban Chấp hành Trung ương Đảng Cộng sản Việt Nam khoá XIII.

### Phó Chánh Văn phòng Trung ương Đảng
Ngày 1 tháng 7 năm 2021, Tại Quyết định số 118-QĐNS/TW, Bộ Chính trị quyết định đồng chí Lâm Thị Phương Thanh, Ủy viên Trung ương Đảng, Bí thư Tỉnh ủy Lạng Sơn thôi tham gia Ban Chấp hành, Ban Thường vụ và thôi giữ chức Bí thư Tỉnh ủy Lạng Sơn nhiệm kỳ 2020-2025; điều động, bổ nhiệm giữ chức Phó Chánh Văn phòng Trung ương Đảng.